# Heteropoda badiella
Heteropoda badiella este o specie de păianjeni din genul Heteropoda, familia Sparassidae, descrisă de Roewer, 1951. Conform Catalogue of Life specia Heteropoda badiella nu are subspecii cunoscute.